# Нигханту
Нигханту (IAST: Nighaṇṭu, санскр. निघण्टु) — древнеиндийский трактат, наиболее известный глоссарий к священным гимнам Ригведы.

## История создания
Веды — это религиозные гимны древней Индии. Веды были написаны на классическом языке древнеиндийской письменности — ведийском санскрите. Со временем в индийских разговорных языках накопились отличия от ведийского санскрита, и даже жрецы-брахманы не всегда полностью понимали сакральные гимны. Возникла задача разработки лингвистических процедур для сохранения точности произношения и понимания священных текстов.
Эта задача послужила толчком к зарождению лингвистики в древней Индии в I веке до н. э. Одним из направлений исследований стала лексика ведийского санскрита, в частности, составление глоссариев к гимнам Вед. Наиболее известным из таких трактатов является Нигханту — структурированный особым образом перечень слов, используемых в Ригведе. Термин «нигханту» относится ко всем спискам подобного рода.
Автор и время создания Нигханту достоверно неизвестны. В Индии распространена версия, что трактат создан божественным мудрецом и автором некоторых глав Ригведы Кашьяпой. Исследователи эту теорию полагают абсурдной. Возможно, что трактат Нигханту не является работой одного автора, а создавался постепенно представителями одного поколения или на протяжении жизни нескольких поколений.
Исходно Нигханту, как и сами Веды, передавался исключительно в устной форме и был записан значительно позднее.

## Содержание
Нигханту включает более тысячи опорных слов, которые не упорядочены по алфавиту или по очерёдности использования в Ригведе, но сгруппированы в пять глав в соответствии со своими значениями. Первые три главы называются IAST: naighaṇṭuka kāṇḍa и содержат перечни близких по значению слов — всего 1341 термин. Первая глава включает перечисление объектов живой и неживой природы; вторая — термины, касающиеся человека и сферы его деятельности; третья — абстрактные понятия, описывающие состояние человека и черты его характера. Четвёртая глава называется IAST: naigama kāṇḍa и включает в себя 278 единиц — это омонимы и слова, используемые только в Ригведе. Пятая глава (IAST: daivata kāṇḍa) включает 151 слово: теологические термины и имена богов.
Трактат является простым перечнем слов и не содержит дополнительной лингвистической теории или словарных определений. При этом Нигханту включает не только редкие и непонятные слова Ригведы, но и расхожие термины, встречающиеся в более поздних литературных памятниках: слова, называющие землю, небо, солнце, воду, человека и тому подобные. Выбор перечисленных терминов и их очерёдность в глоссарии позволяет утверждать, что в Нигханту представлена попытка провести семантический анализ текста Ригведы с опорой на ключевые слова.

## Влияние
Один из важнейших трактатов древнеиндийской лингвистической традиции — работа Яски под названием «Нирукта» — представляет собой развёрнутый комментарий к Нигханту, превосходящий по объёму сам глоссарий. В Нирукте Яска приводит примеры использования упомянутых в Нигханту терминов, исследует связь слов, отнесённых в Нигханту в одну семантическую группу, а также отношения между вещами и понятиями. Поскольку Яска не дал в Нирукте полного описания всех слов, встречающихся в Нигханту, встречаются и более поздние комментарии к глоссарию. В частности, Девараджа в XIII или XIV веке нашей эры прокомментировал каждое слово Нигханту.
Группировка слов в соответствии с их значениями, использованная в Нигханту, положила начало приёму тезаурусного представления лексики и использования синонимических рядов при описании тех или иных ключевых понятий. Впоследствии такой приём использовался в знаменитом словаре Амаракоша.